# Jean-Marie Speich
Jean-Marie Antoine Joseph Speich (ur. 15 czerwca 1955 w Strasburgu) – francuski duchowny katolicki, arcybiskup, nuncjusz apostolski w Słowenii oraz delegat apostolski w Kosowie, nuncjusz apostolski w Holandii. 

## Życiorys
9 października 1982 otrzymał święcenia kapłańskie i został inkardynowany do archidiecezji Strasbourga. W 1984 rozpoczął przygotowanie do służby dyplomatycznej na Papieskiej Akademii Kościelnej. W 1986 rozpoczął pracę w dyplomacji watykańskiej, pracując kolejno w nuncjaturach apostolskich na Haiti (1986-1989), Nigerii (1989-1991), Boliwii (1991-1994), Kanadzie (1994-1995), Niemczech (1995-1998), Wielkiej Brytanii (1998-2001), Egipcie (2001-2004), Hiszpanii (2004-2006) i na Kubie (2006-2008). Następnie w 27 marca 2008 pracował w Sekcji Spraw Ogólnych Sekretariatu Stanu Stolicy Apostolskiej jako szef sekcji francuskojęzycznej.
17 sierpnia 2013 papież Franciszek mianował go nuncjuszem apostolskim w Ghanie oraz arcybiskupem tytularnym Sulci. Sakry udzielił mu 24 października osobiście papież.
19 marca 2019 został mianowany nuncjuszem apostolskim w Słowenii oraz delegatem apostolskim w Kosowie. 
12 kwietnia 2025 został akredytowany nuncjuszem apostolskim w Holandii. 